# Presa Lower Baker
La presa Lower Baker (o simplemente presa Baker) es una presa en el río Baker. Está situada a una milla (1,6 km) al norte de Concrete. Forma un embalse, el lago Shannon, que se extiende a unas 12 km aguas hacia arriba. La presa es operada por Puget Sound Energy como parte del Proyecto Hidroeléctrico Baker River.
La presa está compuesta por una presa de arco, tiene 87 m de altura y  en la corona tiene 170 m de largo. Cierra el río Baker en un punto estrecho conocido como Eden Canyon, justo encima de donde el río desemboca en el río Skagit . El embalse contiene casi 200 millón m³ de agua, de los cuales 36.296.000 m³ están reservados para la protección contra inundaciones. Cuando el agua está llena, la central hidroeléctrica instalada al pie de la presa tiene una potencia de 79 MW y se espera que entregue anualmente 344.850.000 kWh. La otra presa en el río es la presa Upper Baker; está a unos 12,8 km río arriba y tiene propósitos similares a los de la presa Lower Baker.